# Олів'є Тілль
Олів'є́ Тілль (люксемб. Olivier Thill, нар. 17 грудня 1996, Люксембург) — люксембурзький футболіст, півзахисник ЛНЗ і збірної Люксембургу.
Його батько Серж, а також брати Себастьян і Венсан також професійні футболісти, гравці люксембурзької національної збірної.

## Клубна кар'єра
У дорослому футболі дебютував 2013 року виступами за команду клубу «Роданж 91», в якій провів два сезони, взявши участь у 51 матчі другого дивізіону Люксембургу. Більшість часу був основним гравцем команди.

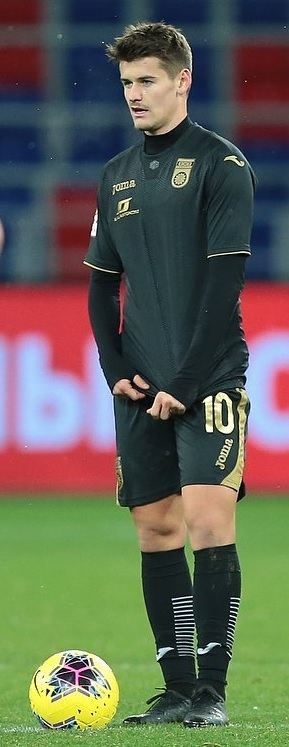
Олів'є́ Тілль у 2019 році.

Влітку 2015 року перейшов до клубу «Прогрес», з вищого дивізіону, за який дебютував 7 липня в матчі першого відбіркового раунду Ліги Європи проти ірландського «Шемрок Роверс», вийшовши на заміну на 77-й хвилині замість свого брата Себастьяна. У 3-му кваліфікаційному раунді Ліги Європи 2018/19 «Прогрес» поступився «Уфі» , втім російський клуб помітив футболіста і 29 серпня 2018 року Тілль підписав з «Уфою» чотирирічний контракт, ставши таким чином першим люксембуржцем в чемпіонаті Росії (РПЛ).
У матчі з «Уралом» 27 жовтня віддав свою першу гольову передачу, а перший гол за уфимців забив 9 грудня в гостьовому матчі проти «Краснодара» (1:1). 17 жовтня 2020 року його контракт з «Уфою» було розірвано за взаємною згодою. За цей час футболіст провів 56 матчів у складі команди, забив 1 гол і зробив 5 результативних передач, а також провів 3 гри за молодіжний клуб в яких забив 2 голи і зробив 1 результативну передачу..
30 грудня 2020 року підписав дворічний контракт з полтавською «Ворсклою». У новій команді дебютував у рамках Прем'єр-ліги України 14 лютого 2021 року, вийшовши у стартовому складі у виїзному матчі проти львівського «Руху» (1:1), провівши на полі усі 90 хвилин. 27 лютого 2021 року у своїй третій грі за клуб забив свій дебютний гол у чемпіонаті України у домашньому матчі проти «Олександрії» (3:1), зробивши рахунок на користь своєї команди 2:0 на 70-й хвилині.
Після повномасштабного вторгнення Росії з 2022 по лютий 2024 року грав у турецькому чемпіонаті за «Еюпспор» та «Шанлиурфаспор». 18 лютого 2024 року черкаський ЛНЗ офіційно оголосив про підписання Олів'є Тілля. За даними Transfermarkt, Тілль перейшов із турецького «Еюпспора» до ЛНЗ як вільний агент.

## Виступи за збірні
Протягом 2016–2017 років залучався до складу молодіжної збірної Люксембургу. На молодіжному рівні зіграв у 7 офіційних матчах.
31 серпня 2017 року дебютував в офіційних матчах у складі національної збірної Люксембургу, відігравши весь матч проти збірної Білорусі (1:0) в рамках відбіркового турніру чемпіонату світу 2018 року.